# Eidorfe Moreira
Eidorfe Moreira (Paraíba, 1912 - Belém, 1989) foi um advogado, escritor e professor. Foi um importante nome na produção bibliográfica sobre a geografia regional amazônica, em um período em que a geografia estava focada no eixo RJ-SP. Por sua importância, dá nome à Funbosque e a um prêmio na área da geografia regional.

## Biografia
Eidorfe Moreira nasceu em 30 de julho de 1912, no estado da Paraíba, filho do militar Francisco Solerno Moreira e de Dona Petrolina Moreira. Sua família mudou-se para a cidade de Belém, no Pará, quando ele tinha menos de dois anos de idade. Entre 1921 e 1927, a família morou na cidade de Soure, na Ilha de Marajó.
Ao longo de sua fase estudantil no Colégio Paes de Carvalho, participou ativamente de atividades políticas e, em 1932, perdeu um braço por conta de um ferimento de bala durante a revolta em apoio à Revolução Constitucionalista de São Paulo. Em 1938, formou-se em Direito; no ano seguinte, já lecionava Economia Política em escolas de Belém; e em 1945, passou a servidor público. Também atuou na Universidade Federal do Pará como professor e pesquisador.
Eidorfe aposentou-se do serviço público em 1982 e faleceu no dia 02 de janeiro de 1989, vítima de infarto.

## Reconhecimentos
- 1996 - seu nome foi dado para a Fundação Centro de Referência em Educação Ambiental Escola Bosque,[3]
- o Simpósio Nacional de Geografia Regional (SINGER) homenageia "os geógrafos que contribuiram com a produção do conhecimento no âmbito da Geografia Regional" com um prêmio com seu nome: "Prêmio Eidorfe Moreira de Geografia Regional".[2][4][5][6]

## Obras
Eidorfe Moreira formou-se advogado, mas sua produção intelectual concentrou-se na geografia regional:

tem como cenário principal de seus trabalhos a região Amazônica, compreendendo-a como uma grande paisagem, na qual o geógrafo precisava estabelecer uma profunda relação com seus aspectos da natureza, daí porque defendia um conhecimento geográfico participante.
Dentre suas principais obras publicadas, estão:
- 1958 - Conceito de Amazônia,
- 1960 - Amazônia: O Conceito e a Paisagem,
- 1960 - Estado e Ideologia,
- 1960 - Ideias para uma Concepção Geográfica de Vida,
- 1962 - Presença do Mar na Literatura Brasileira,
- 1966 - Belém e sua Expressão Georgráfica,
- 1970 - Os Sermões que o Padre Vieira Pregou no Pará,
- 1976 - Os Igapós e seu Aproveitamento,
- 1979 - O Livro Didático Paraense,
- 1989 (após a morte do autor) - Obras reunidas (8 volumes).[7]